# Terebień
Terebień (Terebnie) – uroczysko - dawna miejscowość w Polsce, położona była w województwie podkarpackim, w powiecie jarosławskim, w gminie Wiązownica.
Miejscowość położona na wschód od Manasterza, przy drodze wiodącej z Radawy do Nielepkowic. Teren na północny zachód od Terebnia nazywał się Popowszczyzna, na zachód Biała Góra, na południe Niwa, od wschodu w lesie Ordynacji Pełkińskiej położona była Starzyzna. Obecnie do Terebnia można dojechać od strony Radawy i Nielepkowic, a także z pewnymi problemami od strony Łapajówki i Manasterza.
W latach 1975–1998 miejscowość położona była w województwie przemyskim.

## Historia
Przed II wojną światową wieś w dokumentach urzędowych nazywała się Terebnie. Obecna nazwa Terebień pojawiła się w 1946 r.
Terebnie były przysiółkiem Radawy, w której miały swoją siedzibę sołectwo, poczta i urząd parafialny.
Przysiółek według przekazów ustnych powstał w połowie XIX wieku.
„Od wczesnej wiosny 1944 roku rabunki i podpalenia stały się codziennością. (...) W tych tragicznych dniach (1944 – 45) w Terebniu zginęli z rąk UPA Jan Cebulak, Władysław Romaniec (Polacy) i Ukrainiec Stefan Kubach. (...) Spalenie Terebnia związane jest bezpośrednio z napadem przez UPA na Wiązownicę 17 kwietnia 1945 roku, kiedy to o świcie rozegrała się tu straszliwa tragedia. Tego ranka pół Wiązownicy zostało spalone i zginęło około stu osób, niektóre spalono żywcem. Polskie ugrupowania podziemne uważały, że Terebnie jest siedliskiem UPA i w następnym dniu dokonały odwetowego napadu na wieś. Zginęło cztery osoby. Podkładali ogień pod każde zabudowanie osobno. Ocalały tylko cztery. (...) W 1946 roku wielu mieszkańców Terebnia odbudowało w całości swoje domy. W 1947 roku ludność ukraińska i mieszana w ramach akcji "Wisła" została wysiedlona na obszar byłego województwa olsztyńskiego. Odbudowane domostwa rozgrabiono, a na terenie wsi posadzono las sosnowy".